# 本鄉町
本鄉町為臺灣日治時期臺北市之地區，在台北高等學校之南，範圍約為今臺北市大安區師大路、浦城街一帶。該區域同昭和町，是昭和初期（1920年代）因台北高等學校和台北帝國大學的設立而規劃的新興住宅區，多官舍。
本鄉是日本首屈一指的文教區，也是東京大學的所在地。